# Прем'єр-міністр Єменського Мутаваккілітського королівства
Прем'єр-міністр Єменського Мутаваккілітського королівства голова уряду країни що нині є північним регіоном Ємену. Прем'єр-міністр призначався королем.